# Abdij van Aduard
De St. Bernardusabdij van Aduard (formeel: Ad Sanctum Bernardum) was een klooster in Aduard, even ten westen van de stad Groningen. De abdij werd gesticht in 1192 vanuit het klooster Klaarkamp in Rinsumageest. Het klooster behoorde tot de orde van de cisterciënzers en was gewijd aan de heilige Bernard van Clairvaux. In zijn bloeitijd was het een der grootste abdijen in Europa. Het einde van het klooster werd ingeluid in 1580, toen het werd ingenomen door staatse troepen.
Op 11 september 1580 werd het klooster grotendeels verwoest, als vergelding voor het verzet tegen de incorporatie van het klooster bij het bisdom Groningen in 1575. De meeste gebouwen zijn kort daarna gesloopt. Met het puin werd onder andere de Kranepoort in Groningen gebouwd. Tegenwoordig rest enkel nog de ziekenzaal, die in gebruik is door de Protestantse Kerk in Nederland, en een deel van het refugium in de stad Groningen.

## Stichting

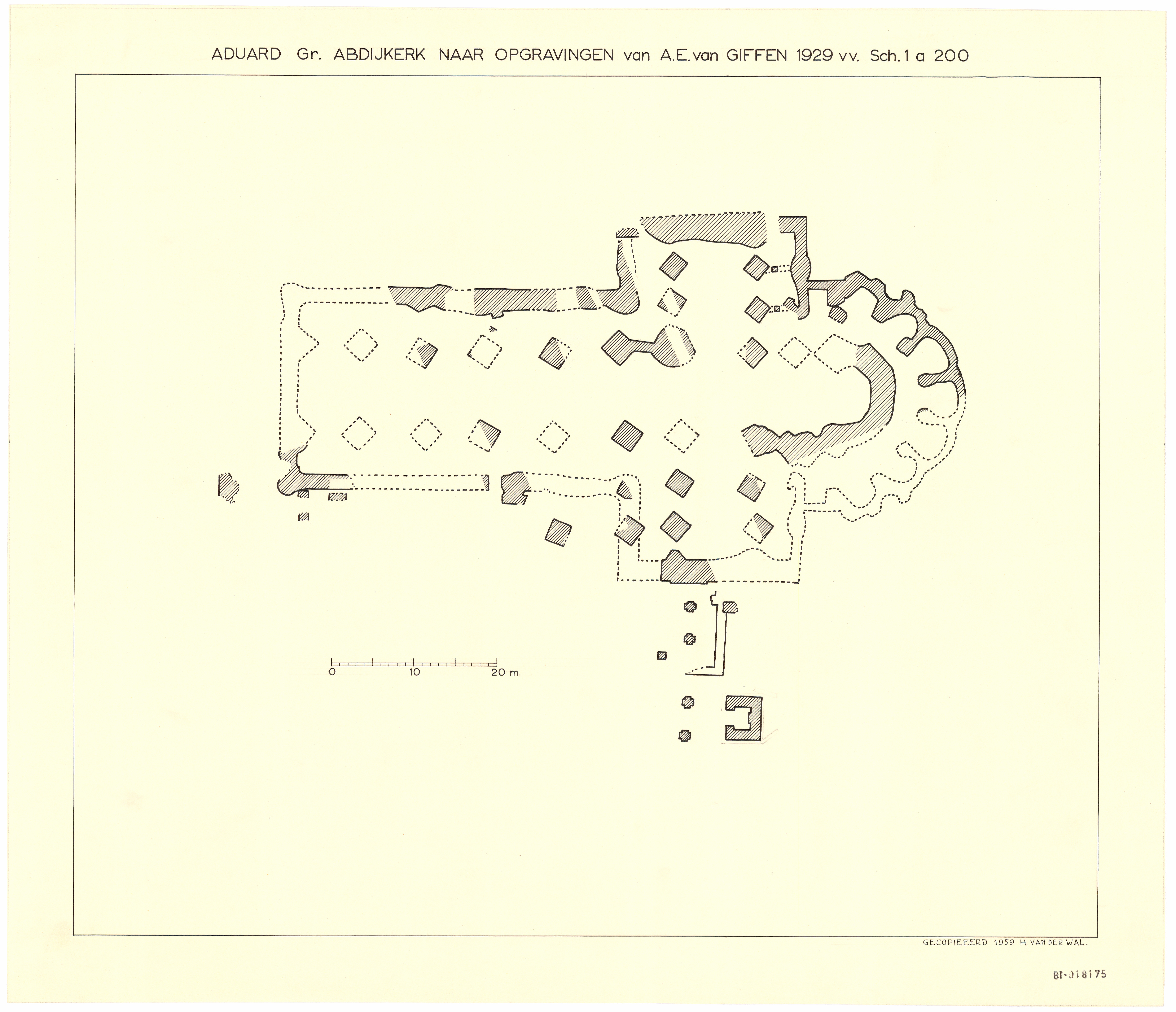
Plattegrond van de grote kruiskerk

De vroege geschiedenis van het klooster is niet gedocumenteerd. In de Groninger archieven bevindt zich een handschrift uit de vijftiende en zestiende eeuw waarin de geschiedenis van het klooster wordt beschreven, de zogenaamde Abtenkroniek van Aduard, maar het oudste deel van die kroniek is pas drie eeuwen jaar na de stichting van het klooster opgeschreven. Het archief van het klooster is verloren gegaan, waarschijnlijk bij de inname in 1580.
Aduard was niet het eerste cisterciënzer klooster in Nederland. In de zuidelijke Nederlanden was in 1132 het klooster van Orval als eerste dochter gesticht, in Groter-Friesland was in 1165 Klaarkamp in de orde opgenomen.
Tussen 1240 en 1263 werd een grote kruiskerk gebouwd naar voorbeeld van die in Clairvaux. Naast grote kennis op architectonisch gebied geeft dit blijk van kennis van de baksteenfabricage. In de verre omtrek zijn bewijzen te vinden voor deze baksteenindustrie.

## Kloostergebouwen en omgeving
De kloostergemeenschap bestond uit zo'n 100 monniken en meer dan 500 conversen. Het klooster bezat land in de verre omtrek in totaal zo'n 6000 hectare en stichtte vele boerderijen, zogenaamde voorwerken, in de wijde omgeving. Voor een overzicht zie de Kloosterkaart Groningen.
Het klooster werd gevestigd in een kweldergebied dat nog nauwelijks werd beschermd door dijken en zodoende doorlopend door de zee werd bedreigd. De kloosterlingen hebben zich van meet af aan ingezet voor de bedijking van het gebied en inpoldering van de kwelders. Voor het in stand houden van afwatering vanuit het zuidelijke gebied en bevaarbaar houden van de verschillende rivieren werd door het klooster, in het begin van de veertiende eeuw, het waterschap Aduarderzijlvest opgericht, het eerste waterschap van de provincie Groningen.
Vooral doordat er meerdere vooraanstaande personen in de kloosterschool van de abdij van Aduard verbleven, heeft het klooster bekendheid gekregen. Al vroeg had het klooster een buitenschool bij Bedum, Roode-school genaamd, waar het huidige gehucht Rodeschool ligt. Deze gaf aan de destijds toekomstige monniken en conversen de gelegenheid om zich in de beginselen van de wetenschap te verdiepen. Daarnaast bezat het klooster een binnenschool waar de gevorderden onderwijs kregen in de vrije kunsten en het canonieke recht (artes et canones).
Het klooster beschikte verder over een refugium in de stad Groningen. Een deel van dit stadshuis, aan de Munnekeholm, werd in het begin van de zestiende eeuw door de laatste abt van het klooster omgevormd tot het Aduardergasthuis, dat samen met de kerk van Aduard het laatste restant van het klooster vormt.

## Aduarder Kring

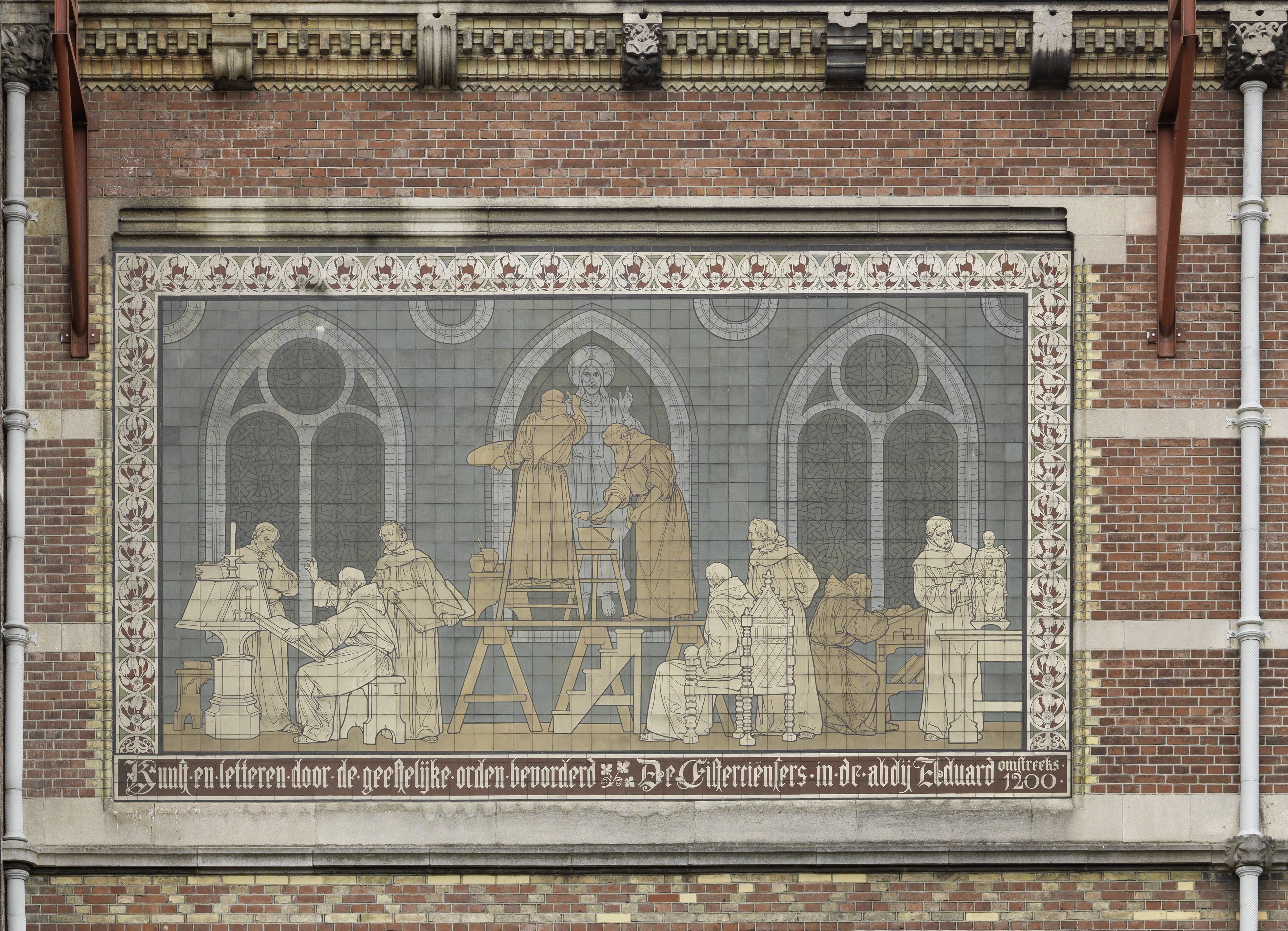
Tegeltableau tegen de gevel van het Rijksmuseum, voorstellende Cisterciënzers in de abdij Aduard omstreeks 1200

Het hoogtepunt van de binnenschool van de abdij lag na het midden van de 15e eeuw, toen het klooster belangrijke geleerden uit geheel Noord-Europa, waaronder Wessel Gansfort, Rudolf Agricola en Alexander Hegius aantrok. Zij kwamen hier bijeen om in de kleine academie van het klooster, de Aduarder kring, te discussiëren. De belangrijkste bron hiervoor is de brief uit 1528 van Goswinus van Halen aan zijn oud-leerling Albertus Risaeus, waarin hij een opsomming van de leden van de Aduarder Kring geeft van in totaal 23 namen, waaraan hij toevoegt dat er nog meer leden waren. Nadat de abt Hendrik van Rees was overleden werd de bevordering van studies licht de kop ingedrukt, maar ook onder latere abten werden er nog bijzondere uitspraken gedaan. Zo sprak Albertus Risaeus er zijn verlichte ideeën uit, waardoor geleerden als Philipp Melanchthon de scholen en leerlingen van de abdij roemden.

## Dochterkloosters
Vanuit Aduard werden meerdere zogenaamde dochterkloosters gesticht. Daarnaast werden kloosters onder het gezag van Aduard geplaatst om het toezicht op die kloosters te verbeteren.
Een van de dochterkloosters van die tweede categorie was het klooster van Assen. Oorspronkelijk lag dat klooster in de nabijheid van Coevorden, maar na een strijd tussen Coevorden en de bisschop van Utrecht werd dit klooster verplaatst naar Assen en onder toezicht geplaatst van Aduard. Indirect is het voormalige klooster dus verantwoordelijk voor de groei en bloei van Assen.
|       |       |       |       |       |       |  |  |           |           |           |           |           |           |  |  |                 |                 |                 |                 | Clairvaux       |                 |  |  |                |                |                |                |                |                |  |  |         |         |         |         |         |         |  |  |           |           |           |           |           |           |  |  |  |  |  |  |  |  |  |  |  |  |  |  |  |  |  |  |  |  |  |  |  |  |  |  |  |  |  |  |  |  |  |  |  |  |
|       |       |       |       |       |       |  |  |           |           |           |           |           |           |  |  |                 |                 |                 |                 |                 |                 |  |  |                |                |                |                |                |                |  |  |         |         |         |         |         |         |  |  |           |           |           |           |           |           |  |  |  |  |  |  |  |  |  |  |  |  |  |  |  |  |  |  |  |  |  |  |  |  |  |  |  |  |  |  |  |  |  |  |  |  |
|       |       |       |       |       |       |  |  |           |           |           |           |           |           |  |  |                 |                 |                 |                 | Klaarkamp       |                 |  |  |                |                |                |                |                |                |  |  |         |         |         |         |         |         |  |  |           |           |           |           |           |           |  |  |  |  |  |  |  |  |  |  |  |  |  |  |  |  |  |  |  |  |  |  |  |  |  |  |  |  |  |  |  |  |  |  |  |  |
|       |       |       |       |       |       |  |  |           |           |           |           |           |           |  |  |                 |                 |                 |                 |                 |                 |  |  |                |                |                |                |                |                |  |  |         |         |         |         |         |         |  |  |           |           |           |           |           |           |  |  |  |  |  |  |  |  |  |  |  |  |  |  |  |  |  |  |  |  |  |  |  |  |  |  |  |  |  |  |  |  |  |  |  |  |
|       |       |       |       |       |       |  |  |           |           |           |           |           |           |  |  |                 |                 |                 |                 |                 |                 |  |  |                |                |                |                |                |                |  |  |         |         |         |         |         |         |  |  |           |           |           |           |           |           |  |  |  |  |  |  |  |  |  |  |  |  |  |  |  |  |  |  |  |  |  |  |  |  |  |  |  |  |  |  |  |  |  |  |  |  |
|       |       |       |       |       |       |  |  | Bloemkamp | Bloemkamp | Bloemkamp | Bloemkamp | Bloemkamp | Bloemkamp |  |  | Aduard          | Aduard          | Aduard          | Aduard          | Aduard          | Aduard          |  |  | Gerkesklooster | Gerkesklooster | Gerkesklooster | Gerkesklooster | Gerkesklooster | Gerkesklooster |  |  | Sion    | Sion    | Sion    | Sion    | Sion    | Sion    |  |  |           |           |           |           |           |           |  |  |  |  |  |  |  |  |  |  |  |  |  |  |  |  |  |  |  |  |  |  |  |  |  |  |  |  |  |  |  |  |  |  |  |  |
|       |       |       |       |       |       |  |  | Bloemkamp | Bloemkamp | Bloemkamp | Bloemkamp | Bloemkamp | Bloemkamp |  |  | Aduard          | Aduard          | Aduard          | Aduard          | Aduard          | Aduard          |  |  | Gerkesklooster | Gerkesklooster | Gerkesklooster | Gerkesklooster | Gerkesklooster | Gerkesklooster |  |  | Sion    | Sion    | Sion    | Sion    | Sion    | Sion    |  |  |           |           |           |           |           |           |  |  |  |  |  |  |  |  |  |  |  |  |  |  |  |  |  |  |  |  |  |  |  |  |  |  |  |  |  |  |  |  |  |  |  |  |
|       |       |       |       |       |       |  |  |           |           |           |           |           |           |  |  |                 |                 |                 |                 |                 |                 |  |  |                |                |                |                |                |                |  |  |         |         |         |         |         |         |  |  |           |           |           |           |           |           |  |  |  |  |  |  |  |  |  |  |  |  |  |  |  |  |  |  |  |  |  |  |  |  |  |  |  |  |  |  |  |  |  |  |  |  |
| Yesse | Yesse | Yesse | Yesse | Yesse | Yesse |  |  | Ihlow     | Ihlow     | Ihlow     | Ihlow     | Ihlow     | Ihlow     |  |  | Maria in Campis | Maria in Campis | Maria in Campis | Maria in Campis | Maria in Campis | Maria in Campis |  |  | Menterwolde    | Menterwolde    | Menterwolde    | Menterwolde    | Menterwolde    | Menterwolde    |  |  | Trimunt | Trimunt | Trimunt | Trimunt | Trimunt | Trimunt |  |  | Kl.Aduard | Kl.Aduard | Kl.Aduard | Kl.Aduard | Kl.Aduard | Kl.Aduard |  |  |  |  |  |  |  |  |  |  |  |  |  |  |  |  |  |  |  |  |  |  |  |  |  |  |  |  |  |  |  |  |  |  |  |  |

## Huidige situatie
Op de ruïnes van het complex ontstond het dorp Aduard. De huidige hoofdstraat in het dorp was de vroegere hoofdweg van het klooster die liep van de Noorderpoort naar de Zuiderpoort. De eerste huizen werden gebouwd langs de vroegere haven (de Lindt) van het klooster. Na de teloorgang van het klooster volgden twee eeuwen heerschappij van jonkers in het Huis te Aduard.

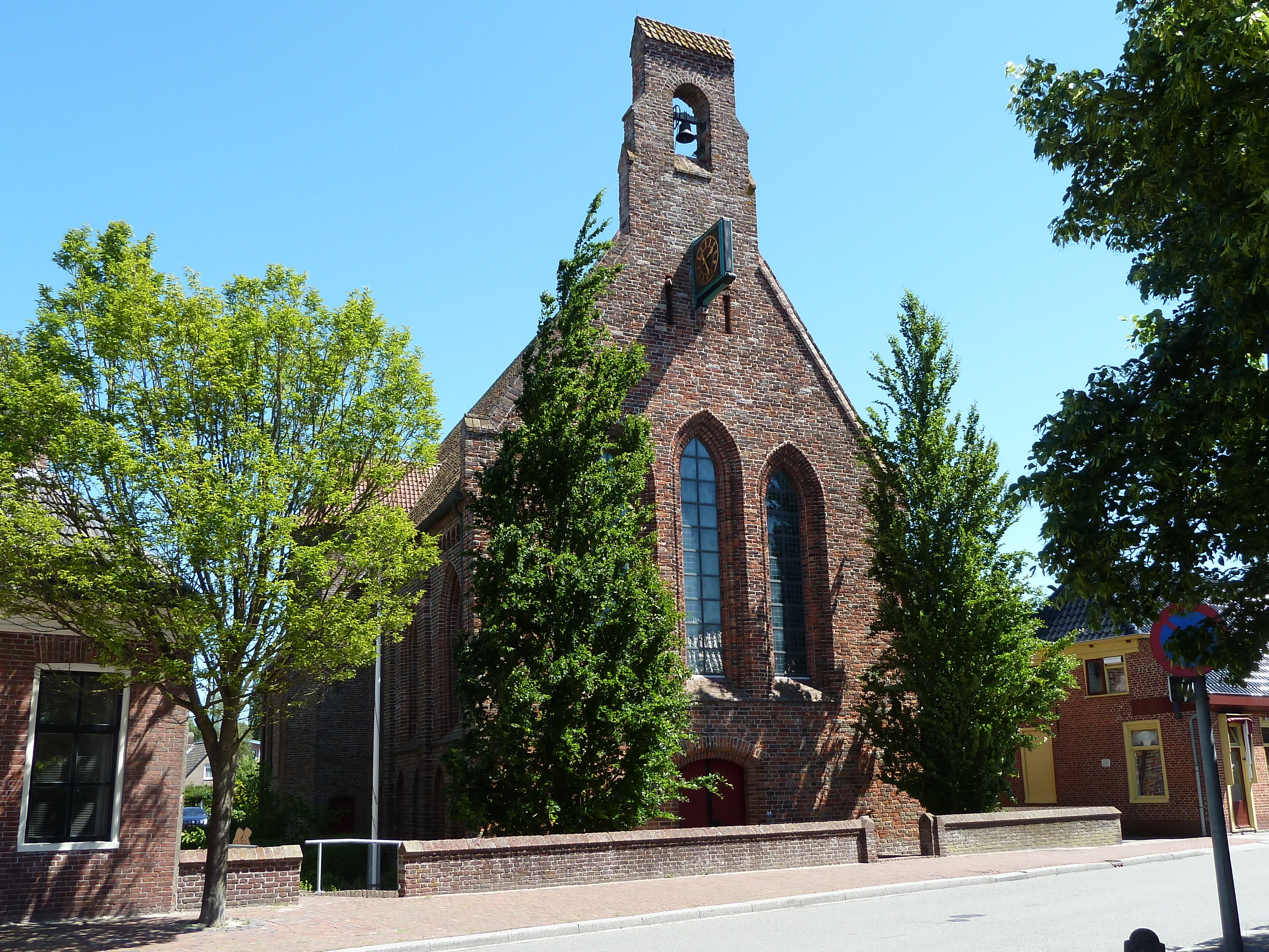
Het voormalige hospitium van het klooster van Aduard

### Abdijkerk
Van het klooster rest alleen nog de voormalige ziekenzaal, die sinds 1597 in gebruik is als kerk van de hervormde gemeente. Mede hierdoor is een goed voorbeeld van Groninger romanogotiek behouden gebleven. De voormalige ziekenzaal is het oudste gebouw met een geneeskundige functie in Nederland. Het is sinds 2016 in handen van Monumentenbezit.

### Museum
Het Kloostermuseum 'Sint Bernardushof' in Aduard organiseert exposities en rondleidingen.